# Jill Walsh
Jill Walsh (geborene Jill Seifers, * 24. April 1965; † Dezember 2012 in Nashville, Tennessee) war eine US-amerikanische Pop- und Jazzsängerin und Songwriterin.

## Leben und Wirken
Walsh wuchs in Portland (Oregon) auf, studierte am Berklee College of Music und war anschließend in der Musikszene von New York City aktiv.
Gemeinsam mit Torsten de Winkel, Ravi Coltrane, Sasi Shalom, Buster Williams und Al Foster legte sie 1997 das Album Long Time Coming vor. Ihr Debütalbum Waiting erschien 1999 (unter dem Namen Jill Seifert); 2004 wirkte sie bei der Single Breathe des Synthie-Pop-Duos Erasure mit. 2006 veröffentlichte sie als Jill Walsh ein gleichnamiges Album. Als Jazzvokalistin arbeitete sie u. a. mit Mika Pohjola (Two for the Road (2008) und Live Jazz on Broadway: The Complete Classic New York Concert, 2009), Kurt Rosenwinkel, Chris Cheek, Jorge Rossy und Michael Kanan. Sie unterrichtete im Jazz-Programm der New School und der New York University. Zuletzt lebte sie in Nashville, wo sie Anfang Dezember 2012 im Alter von 47 Jahren starb.